# بلسان ساسا
بلَسَان ساسا (بالعبرية: פלסן סאסא بلَسَان ساسا بفتح اللام) هي شركة صناعات أسلحة دفاعية إسرائيلية مختصة بصناعة المركبات تأسست في 1985.

## صور

مركبة شرطة إسرائيل من صنع شركة بلسان

## وصلات خارجية
- الموقع الإلكتروني